# Patrick Salvador
Patrick Salvador (* 21. September 1951 in Saint-Juéry) ist ein ehemaliger französischer Leichtathlet, der sich auf den Sprint spezialisiert hat. Mit der französischen 4-mal-360-Meter-Staffel wurde er 1973 in Rotterdam Halleneuropameister.

## Sportliche Laufbahn
Erste internationale Erfahrungen sammelte Patrick Salvador vermutlich im Jahr 1970, als er bei den Junioreneuropameisterschaften in Paris in 47,96 s den vierten Platz im 400-Meter-Lauf belegte und mit der französischen 4-mal-400-Meter-Staffel in 3:11,5 min die Silbermedaille gewann. 1972 gewann er bei den Halleneuropameisterschaften in Grenoble mit der 4-mal-360-Meter-Staffel in 2:50,2 min gemeinsam mit André Paoli, Michel Dach und Gilles Bertould die Bronzemedaille hinter den Teams aus Polen und der Bundesrepublik Deutschland. Im Jahr darauf schied er bei den Halleneuropameisterschaften in Rotterdam mit 48,33 s im Vorlauf über 400 Meter aus und siegte im Staffelbewerb in 2:46,00 min gemeinsam mit Lucien Sainte-Rose, Francis Kerbiriou und Lionel Malingre. Im Sommer belegte er bei der Sommer-Universiade in Moskau in 3:06,54 min den vierten Platz in der 4-mal-400-Meter-Staffel. 1974 gewann er bei den Halleneuropameisterschaften in Göteborg mit der 4-mal-392-Meter-Staffel in 3:05,46 min gemeinsam mit Pierre Bonvin, Roger Velasquez und Lionel Malingre die Silbermedaille hinter dem schwedischen Team. 